# کالینینو (آذربایجان)
کالینینو (به لاتین: Kalinino) یک منطقه مسکونی در جمهوری آذربایجان است که در شهرستان گوی‌گول واقع شده است. کالینینو نام خود را از میخائیل کالینین یکی از اعضای حزب کمونیست اتحاد شوروی گرفته است.